# Coryphaenoides hoskynii
Coryphaenoides hoskynii és una espècie de peix de la família dels macrúrids i de l'ordre dels gadiformes.

## Morfologia
- Els mascles poden assolir 41 cm de llargària total.[5][6]

## Hàbitat
És un peix d'aigües profundes que viu entre 2300-2820 m de fondària.

## Distribució geogràfica
Es troba a l'oceà Índic: badia de Bengala i l'oest del Mar d'Aràbia.